# 전화번호

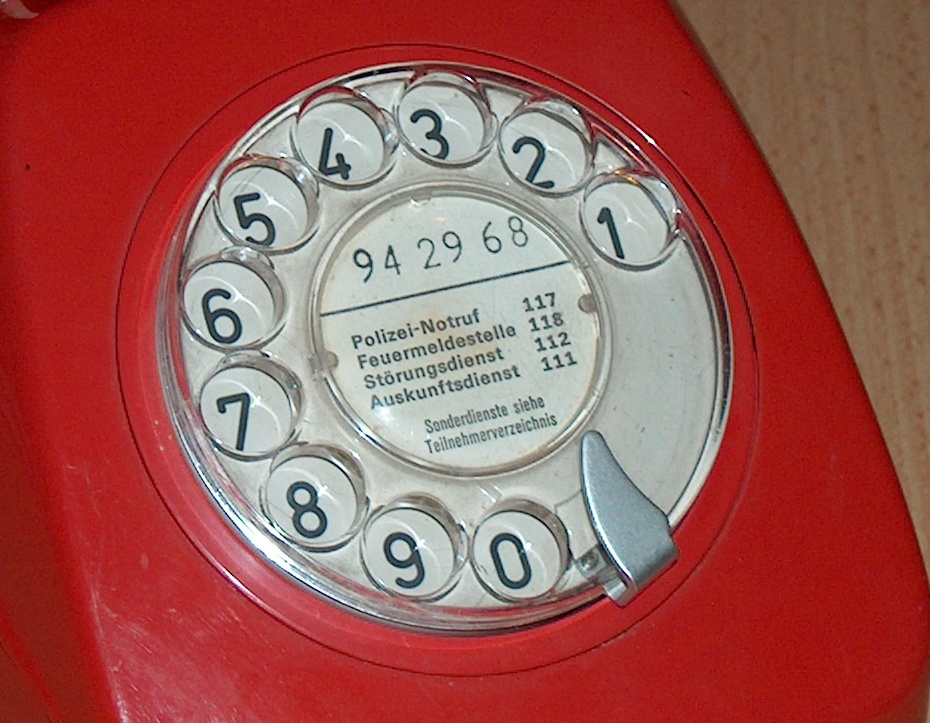
스위스의 1970년대 로터리 다이얼 전화기로 전화번호(94 29 68)와 여러 지역 응급 서비스 번호를 보여준다.

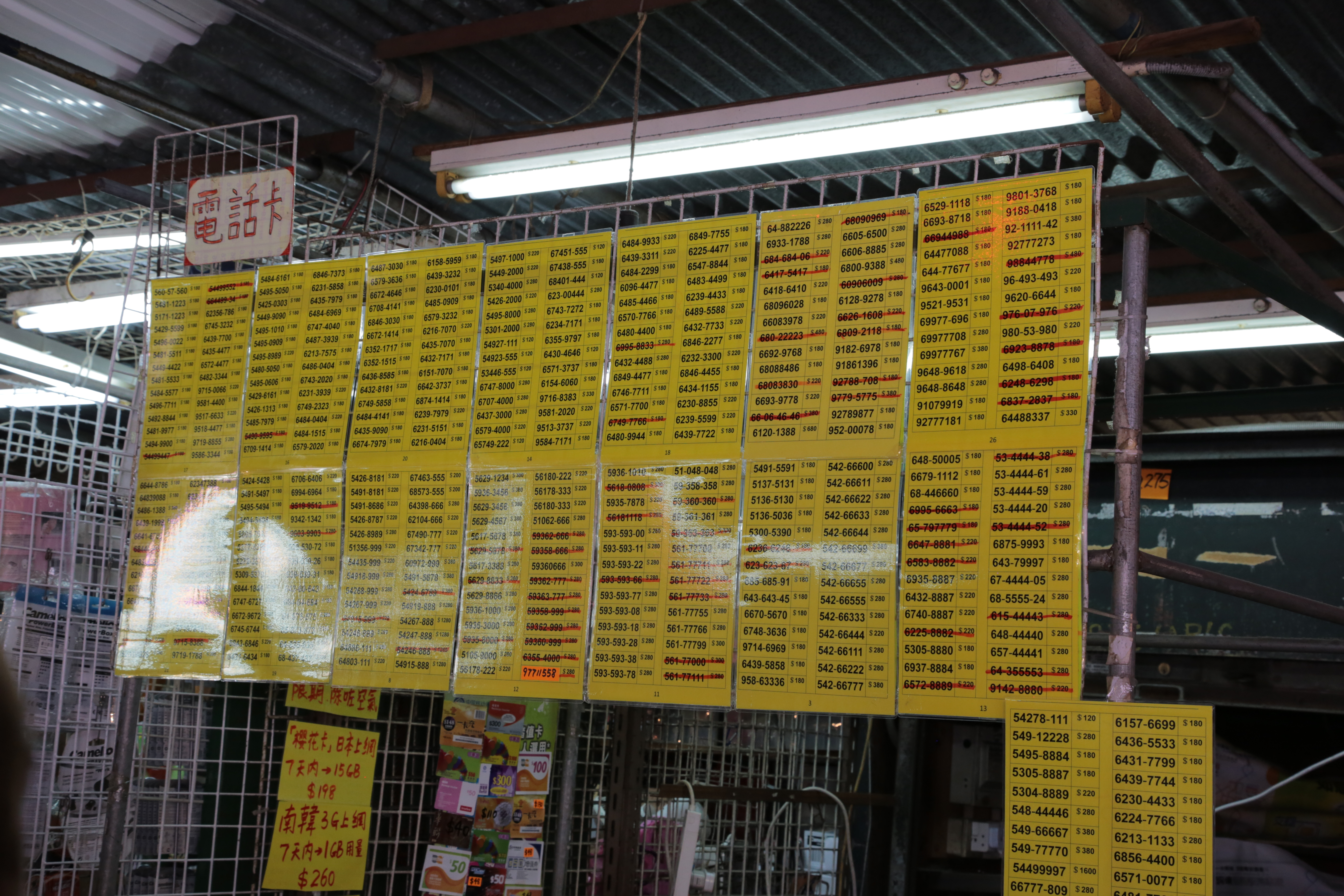
홍콩에서 판매되는 전화번호

전화번호(電話番號)는 공중 교환 전화망(PSTN)과 같은 전화 네트워크 내에서 전화와 같은 전기 통신 종단점의 주소이다. 전화번호는 일반적으로 숫자 시퀀스로 구성되지만, 역사적으로는 전화 교환기 이름과 관련하여 문자도 사용되었다.
전화번호는 목적지 코드 라우팅 시스템을 사용하여 전화 통화의 스위칭 및 라우팅을 용이하게 한다. 전화번호는 발신 전화기에서 발신자가 입력하거나 다이얼하며, 이 과정에서 신호음으로 전화 교환기에 숫자 시퀀스를 전송한다. 교환기는 통화를 로컬로 연결된 다른 가입자에게 또는 PSTN을 통해 수신자에게 완료한다. 전화번호는 국가 또는 지역 전화번호 할당 계획의 틀 내에서 전화 서비스 운영자(상업 법인, 국가 통제 행정 기관 또는 기타 전기 통신 산업 협회일 수 있음)에 의해 가입자에게 할당된다.
전화번호는 1879년 로웰 (매사추세츠주)에서 처음 사용되었는데, 당시에는 전화교환원에게 연결하는 발신자가 가입자 이름을 요청하던 것을 대체했다. 전화의 역사를 거치면서 전화번호는 다양한 길이와 형식을 가졌으며, 1960년대까지 전화 교환기 이름이 흔히 사용되던 시절에는 대부분의 알파벳 문자가 앞자리에 포함되기도 했다.
전화번호는 수직 서비스 코드와 같은 다른 신호 코드 시퀀스와 함께 다이얼되어 특별한 전화 서비스 기능을 호출하는 데 자주 사용된다. 전화번호에는 9-1-1과 같은 짧은 다이얼 코드가 있을 수 있으며, 이는 전체 전화번호를 기억하고 다이얼할 필요를 없애준다.

## 개념 및 방법론
전화번호가 처음 사용되었을 때는 1~3 자리로 매우 짧았으며, 통화를 시작할 때 전화교환원에게 구두로 전달되었다. 전화 시스템이 성장하고 전 세계 통신을 포괄하도록 상호 연결되면서 전화번호는 더 길어졌다. 전화 외에도 컴퓨터 모뎀, 무선호출기, 팩시밀리와 같은 다른 장치에 액세스하는 데 사용되었다. 유선전화, 모뎀, 무선호출기가 올 디지털 상시 연결 광대역 인터넷 및 휴대 전화에 밀려 사용되지 않게 되면서, 전화번호는 이제 일부 태블릿 컴퓨터, 디지털 텔레비전, 비디오 게임 컨트롤러, 모바일 핫스팟과 같이 전화 통화를 걸거나 받을 수 없는 데이터 전용 셀룰러 장치에서 자주 사용된다.
이 번호는 전화 통화의 의도된 종단점을 식별하는 데 필요한 정보를 포함한다. 많은 국가에서는 소위 폐쇄형 번호 할당 계획에서 고정 길이 번호를 사용한다. 이 유형의 대표적인 시스템은 북미 번호 할당 계획이다. 유럽에서는 개방형 번호 할당 계획의 개발이 더 널리 퍼졌는데, 전화번호가 다양한 숫자를 포함했다. 번호 할당 계획 유형에 관계없이 "단축" 또는 "빠른 호출" 번호는 통화가 연결되기 전에 고유한 전화번호로 자동 변환된다. 일부 특수 서비스에는 특수 단축 코드가 있다(예: 119, 911, 100, 101, 102, 000, 999, 111, 112는 많은 국가에서 응급 전화번호이다).
일부 지역의 다이얼링 절차(다이얼링 계획)는 지역 코드나 도시 코드 접두사를 사용하지 않고도 지역 통화 구역 내에서 번호를 다이얼할 수 있도록 허용한다. 예를 들어, 북미의 전화번호는 세 자리 지역 코드, 세 자리 중앙 교환국 코드, 네 자리 회선 번호로 구성된다. 번호 할당 계획 구역이 여러 지역 코드를 가진 오버레이 계획을 사용하지 않거나, 통신 사업자가 다른 기술적 이유로 허용하는 경우, 해당 구역 내 통화에 대해 7자리 다이얼링이 허용될 수 있다.
특수 전화번호는 여러 전화 회로를 가진 고용량 번호에 사용되며, 일반적으로 라디오 방송국으로의 요청 회선에서 수십 또는 수백 명의 발신자가 동시에 전화를 걸어 대회 등에 참여하려고 할 때 사용된다. 각 대도시 지역에서는 이러한 모든 회선이 동일한 접두사를 공유한다(예: 애틀랜타의 404-741-xxxx 및 305-550-xxxx는 마이애미에서). 마지막 숫자는 일반적으로 방송국의 주파수, 호출부호 또는 별명에 해당한다.
국제 전화망에서 전화번호 형식은 ITU-T 권고 E.164에 의해 표준화되어 있다. 이 코드는 전체 번호가 15자리 이하이어야 하며, 국제 통화 접두사와 국가 접두사로 시작해야 한다고 명시한다. 대부분의 국가에서 그 다음에는 지역 코드, 도시 코드 또는 서비스 번호 코드와 특정 전화 교환기의 코드로 구성될 수 있는 가입자 번호가 이어진다. ITU-T 권고 E.123는 국제 전화번호를 기록하거나 인쇄하는 방법을 설명하며, 더하기 부호("+")와 국가 코드로 시작한다. 유선 전화에서 국제 번호로 전화할 때는 +를 통화가 발신되는 국가에서 선택한 국제 통화 접두사로 대체해야 한다. 많은 휴대 전화에서는 GSM 전화의 경우 "0"을 길게 누르거나 때로는 CDMA 전화의 경우 "*"를 길게 눌러 +를 직접 입력할 수 있다.
3GPP 이동 통신망 표준은 전화번호("Dialling Number/SCC String")를 위한 10바이트 BCD 인코딩 필드를 제공한다. 국제 통화 접두사 또는 "+"는 별도의 바이트(TON/NPI - 유형/번호 할당 계획 식별)로 값을 인코딩하므로 계산되지 않는다. MSISDN이 20자리보다 길면 추가 숫자가 확장 블록(EFEXT1)에 인코딩되며, 각 블록은 11바이트의 BCD 인코딩 필드를 가진다. 이 체계는 가입자 번호를 최대 20자리까지 확장하여 네트워크 서비스를 제어하는 추가 기능 값을 사용할 수 있도록 한다. ISDN 컨텍스트에서 기능 값은 "ISDN Subaddress"라는 최대 20바이트의 BCD 인코딩 필드에 투명하게 전송되었다.
지역 전화번호의 형식과 할당은 각국의 해당 정부가 직접 또는 후원 기관(예: 미국의 NANPA 또는 캐나다의 CNAC)을 통해 관리한다. 미국에서는 각 주의 공공 서비스 위원회가 연방 통신 위원회와 마찬가지로 이를 규제한다. 미국과 동일한 국가 코드를 공유하는 캐나다(미국 기반 벨 시스템의 이전 소유권 때문)에서는 주로 캐나다 라디오-텔레비전 통신 위원회를 통해 규제가 이루어진다.
번호이동 (LNP)을 통해 가입자는 기존 전화번호를 다른 전화 서비스 제공업체로 옮길 수 있다. 번호이동은 일반적으로 지리적 제한이 있으며, 예를 들어 기존 지역 전화 회사는 동일한 요금 중심지 내의 경쟁업체로만 번호를 이전할 수 있다. 이동 통신사는 훨씬 더 넓은 시장 영역을 가질 수 있으며, 해당 지역 내의 어느 지역에서든 번호를 할당하거나 수락할 수 있다. 많은 전화 행정 기관에서 이동 통신 번호는 유선 서비스와는 다른 접두사 범위로 구성되어 있어 통신사 간에도 번호이동이 간소화된다.
대부분의 북미 요금 중심지 내에서는 지역 유선 통화가 무료인 반면, 몇몇 인근 요금 중심지를 제외한 모든 통화는 장거리 전화로 간주되어 통행료가 부과된다. 몇몇 대규모 미국 도시와 북미 이외의 많은 지역에서는 지역 통화가 기본적으로 정액 요금 또는 "무료"가 아니다.

## 역사

### 미국

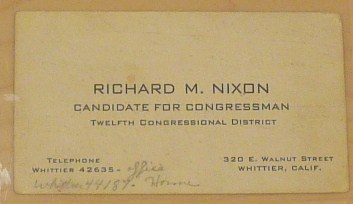
1946년 리처드 닉슨의 첫 의회 선거 운동 명함. 그의 전화번호는 "Whittier 42635"로 표시되어 있다.

찰스 윌리엄스 주니어(Charles Williams Jr.)는 보스턴에서 벨과 왓슨이 실험하고 나중에 전화기를 생산했던 상점을 소유하고 있었다. 이 장비 회사는 1882년 웨스턴 일렉트릭에 인수되었고 윌리엄스는 1886년 은퇴할 때까지 이 초기 제조 공장의 관리자로 일하며 웨스턴 일렉트릭의 이사로 남아 있었다. 그의 거주지는 보스턴의 전화번호 1번이었고 그의 상점은 전화번호 2번이었다.
1870년대 후반, 벨사는 특허를 임대 방식으로 활용하기 시작했는데, 이는 기기를 개별 사용자에게 임대하고 사용자는 다른 공급업체와 계약하여 집에서 사무실, 공장 등으로 연결하는 방식이었다. 웨스턴 유니온과 벨사는 곧 전화 교환기 또는 중앙 사무실의 발명으로 구독 서비스가 더 수익성이 높다는 것을 깨달았다. 이러한 사무실은 교환원이 개인 이름으로 통화를 연결했다. 일부는 전화 사용이 미국 도시의 물리적 레이아웃을 변경했다고 주장한다.
1879년 후반과 1880년 초반에 로웰 (매사추세츠주)에서 전화번호가 처음 사용되었다. 홍역 유행 기간 동안 의사인 모세스 그릴리 파커(Moses Greeley Parker) 박사는 로웰의 전화 교환원 4명 모두가 병에 걸려 전화 서비스가 마비될 것을 우려했다. 그는 그러한 비상 사태에 대비하여 대체 교환원을 더 쉽게 훈련시킬 수 있도록 로웰의 200명 이상의 가입자들에게 번호를 사용하여 전화할 것을 권장했다. 파커는 전화의 잠재력을 확신하고 주식을 사들이기 시작했으며, 1883년에는 아메리칸 텔레폰 컴퍼니와 뉴잉글랜드 텔레폰 & 텔레그래프 컴퍼니 모두에서 가장 큰 개인 주주 중 한 명이 되었다.
번호가 할당된 후에도 교환원들은 20세기 초까지 대부분의 통화를 연결했다: "여보세요, 중앙. Underwood-342 연결해 주세요." 교환원 또는 "중앙"을 통한 연결은 1920년대에 기계식 직접 다이얼링이 보편화될 때까지 일반적이었다.
자석식 크랭크 전화가 공동 전화선에 연결된 농촌 지역에서는 지역 전화번호가 회선 번호와 가입자의 벨소리 패턴으로 구성되었다. "3R122"와 같은 번호를 다이얼하는 것은 교환원에게 세 번째 공동 전화선(자신의 지역 전화선이 아닌 경우)을 요청한 다음 전화기 크랭크를 한 번 돌리고 잠시 멈춘 다음 두 번, 다시 두 번 돌리는 것을 의미했다. 또한 길고 짧은 벨소리의 코드가 일반적이었는데, 한 통화는 두 번의 긴 벨소리로, 다른 통화는 두 번의 긴 벨소리 다음에 짧은 벨소리로 신호될 수 있었다. 한 회선에 12개 이상의 벨소리 구성 (및 가입자)이 있는 것은 드문 일이 아니었다.
북아메리카의 대부분 지역에서 대도시 지역의 전화번호는 1920년대부터 1960년대까지 숫자와 문자의 조합으로 구성되었다. 문자는 다이얼된 숫자로 변환되었으며, 이 매핑은 전화기 다이얼에 직접 표시되었다. 2부터 9까지의 각 숫자와 때로는 0도 일반적으로 세 개의 문자 그룹에 해당했다. 전화번호의 처음 두세 문자는 교환국 이름(예: EDgewood 및 IVanhoe)을 나타냈고, 그 뒤에 5자리 또는 4자리 숫자가 이어졌다. 이러한 시스템이 식별하기 쉽고 철자하기 쉬운 사용 가능한 이름 측면에서 제시하는 한계와 직접 장거리 다이얼링을 가능하게 하는 포괄적인 번호 할당 계획의 필요성으로 인해 1960년대에 모든 숫자 다이얼링이 도입되었다.
미국 영화, 텔레비전, 문학에서 가상의 번호를 나타내기 위해 555-로 시작하는 번호(KLondike-5)의 사용은 이 시기에 시작되었다. "555" 접두사는 전화 회사용으로 예약되었으며, 지역 내 번호 안내 (정보)의 경우 "555-1212"로만 일관되게 사용되었다. 미국에서 영화에 나오는 555번으로 전화를 걸면 오류 메시지가 나타난다. 이는 성가신 전화를 줄여준다. QUincy(5–5555)도 사용되었는데, Q가 없었기 때문이다. 전화번호는 전통적으로 단일 위치에 묶여 있었다. 교환기가 "고정 배선"되었기 때문에 어떤 번호의 처음 세 자리는 교환국의 지리적 위치에 묶여 있었다.

#### 영숫자 전화번호

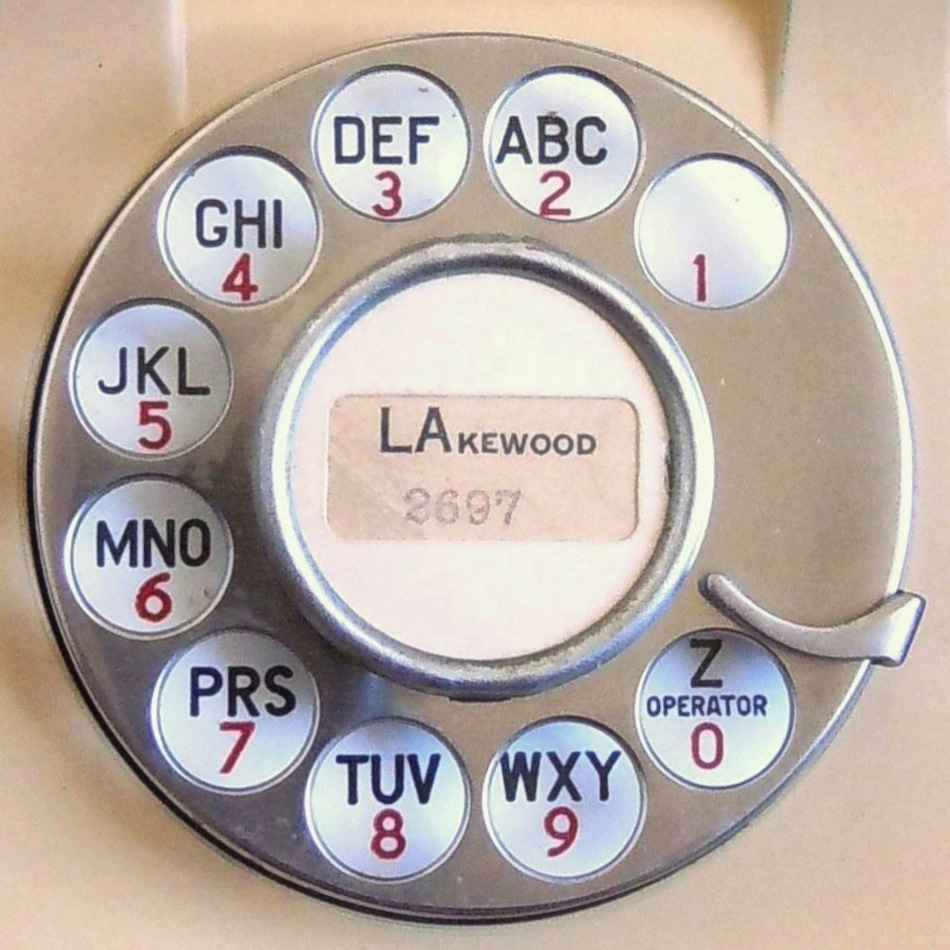
1939년 로터리 다이얼의 전면. 2L-4N 스타일의 영숫자 전화번호 LA-2697이 표시되어 있다.

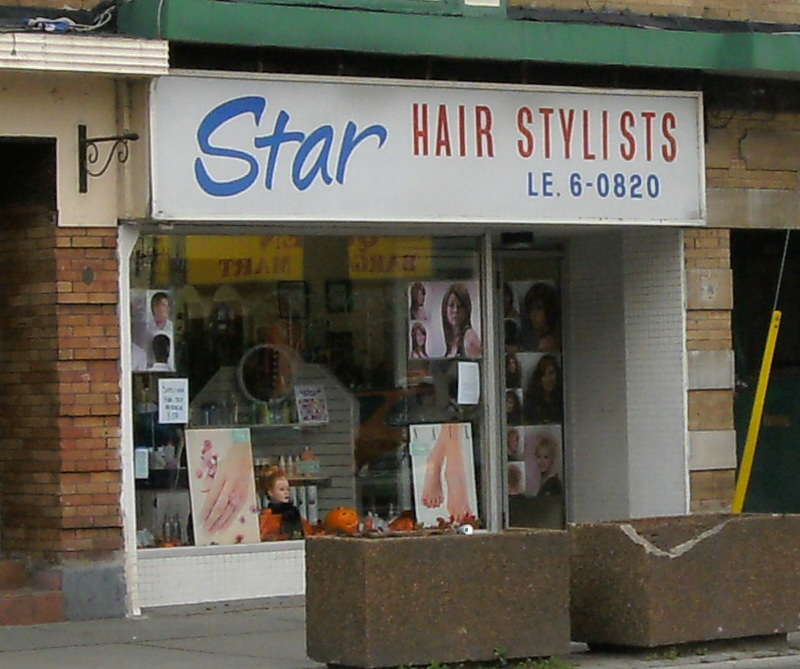
2008년 사진은 토론토의 한 미용실 외부에 오래된 두 글자 다섯 자리 형식의 전화번호가 표시된 간판을 보여준다.

1947년의 북미 번호 할당 계획은 각 전화기가 연결된 중앙 사무실 이름의 처음 두 글자를 포함하는 전화번호 형식을 규정했다. 이는 수십 년 동안 많은 전화 회사에서 이미 시행하던 관행을 계속한 것이다. 전통적으로 이 이름들은 종종 마을이나 촌락의 이름이거나 기타 지역적으로 중요한 이름이었다. 둘 이상의 중앙 사무실이 필요한 커뮤니티에서는 각 중앙 사무실에 대해 "Main", "East", "Central" 또는 지역 구역의 이름과 같은 다른 이름을 사용했을 수 있다. 이름은 사용하기 편리했고 가입자와 교환원 간에 전화번호를 구두로 교환할 때 오류를 줄였다. 가입자가 직접 전화를 걸 수 있게 되자, 이름의 첫 글자는 로터리 다이얼에 표시된 대로 숫자로 변환되었다. 따라서 전화번호는 하나, 두 개, 또는 세 개의 문자 다음에 최대 다섯 자리 숫자가 포함되었다. 이러한 번호 할당 계획은 2L-4N 또는 간단히 2–4라고 불리며, 예를 들어 1939년 전화 다이얼 사진(오른쪽)에 표시된 바와 같다. 이 예에서 LAkewood 2697은 가입자가 뉴저지 레이크우드(미국)의 이 전화에 연결하기 위해 문자 L과 A, 그리고 숫자 2, 6, 9, 7을 다이얼했음을 나타낸다. 처음 글자는 일반적으로 인쇄 시 굵게 표시되었다.
1930년 12월, 뉴욕은 두 글자 다섯 자리 형식(2L-5N)을 채택한 미국 최초의 도시가 되었으며, 이는 제2차 세계 대전 이후 벨 시스템 행정부가 미국과 캐나다의 직접 장거리 다이얼링(DDD)을 준비하기 위해 북미 번호 할당 계획을 설계하면서 표준이 되었다. 이 과정은 1960년대 초까지 완료되었으며, 이때 올 넘버 콜링(all number calling, ANC)이라고 불리는 새로운 번호 할당 계획이 북미의 표준이 되었다.

### 영국
영국에서는 북미와 유사한 방식으로 문자가 숫자에 할당되었는데, O 문자는 0(영)에 할당되었고, 6번 숫자에는 M과 N만 있었다. Q 문자는 나중에 영국 다이얼의 0번 위치에 추가되었는데, 1963년에 시작된 파리로의 직접 국제 전화에 대비하기 위함이었다. 이는 프랑스 다이얼에 이미 0번 위치에 Q가 있었고, 파리 지역에는 Q 문자를 포함하는 교환국 이름이 있었기 때문에 필요했다.
영국의 대부분 지역에서는 1958년 가입자 트렁크 다이얼링 (STD)이 도입될 때까지 문자식 전화 다이얼이 없었다. 그 전까지는 디렉터 지역 (버밍엄, 에든버러, 글래스고, 리버풀, 런던, 맨체스터)과 인접 비디렉터 지역에만 문자식 다이얼이 있었고, 디렉터 교환기는 세 문자 네 숫자 형식을 사용했다. 트렁크 다이얼링이 도입되면서 모든 발신자가 문자가 포함된 번호를 다이얼할 수 있어야 하는 필요성 때문에 문자식 다이얼의 사용이 훨씬 더 널리 퍼졌다. 1968년 모든 숫자 번호로 전환되면서 문자식 다이얼의 필요성은 사라졌다.

## 착신 번호
20세기 중반 북미에서는 전화번호가 할당되지 않았거나, 연결이 끊겼거나, 기술적인 문제로 통화가 완료되지 못할 경우 통화가 착신전환 교환원에게 연결되어 발신자에게 통보했다. 1970년대에는 이 서비스가 자동 착신전환 시스템으로 전환되어 적절한 착신전환 메시지를 자동으로 선택하여 제공했다. 연결이 끊긴 번호는 통화 빈도가 줄어든 후 새로운 사용자에게 재할당된다.
북미 이외 지역에서는 교환원 착신전환이 드물었지만, 예를 들어 아일랜드에서는 가끔 사용되었다. 그러나 대부분의 경우, 할당되지 않거나 연결이 끊긴 번호로의 통화는 특정 또는 일반적인 녹음된 오류 메시지를 제공하는 자동 메시지로 이어졌다. 일부 네트워크 및 장비는 단순히 오류를 나타내기 위해 전화 불가, 재주문 또는 SIT (특수 정보)음을 반환했다.
일부 네트워크에서는 오류 메시지 녹음이 (그리고 여전히) SIT 음이 선행되었다. 이는 발신자가 메시지를 이해할 수 없더라도 음이 오류가 발생했음을 나타내고 일부 자동 다이얼링 장비에서 오류로 해석될 수 있으므로 다국어 환경에서 특히 유용하다.

## 특수 기능 코드

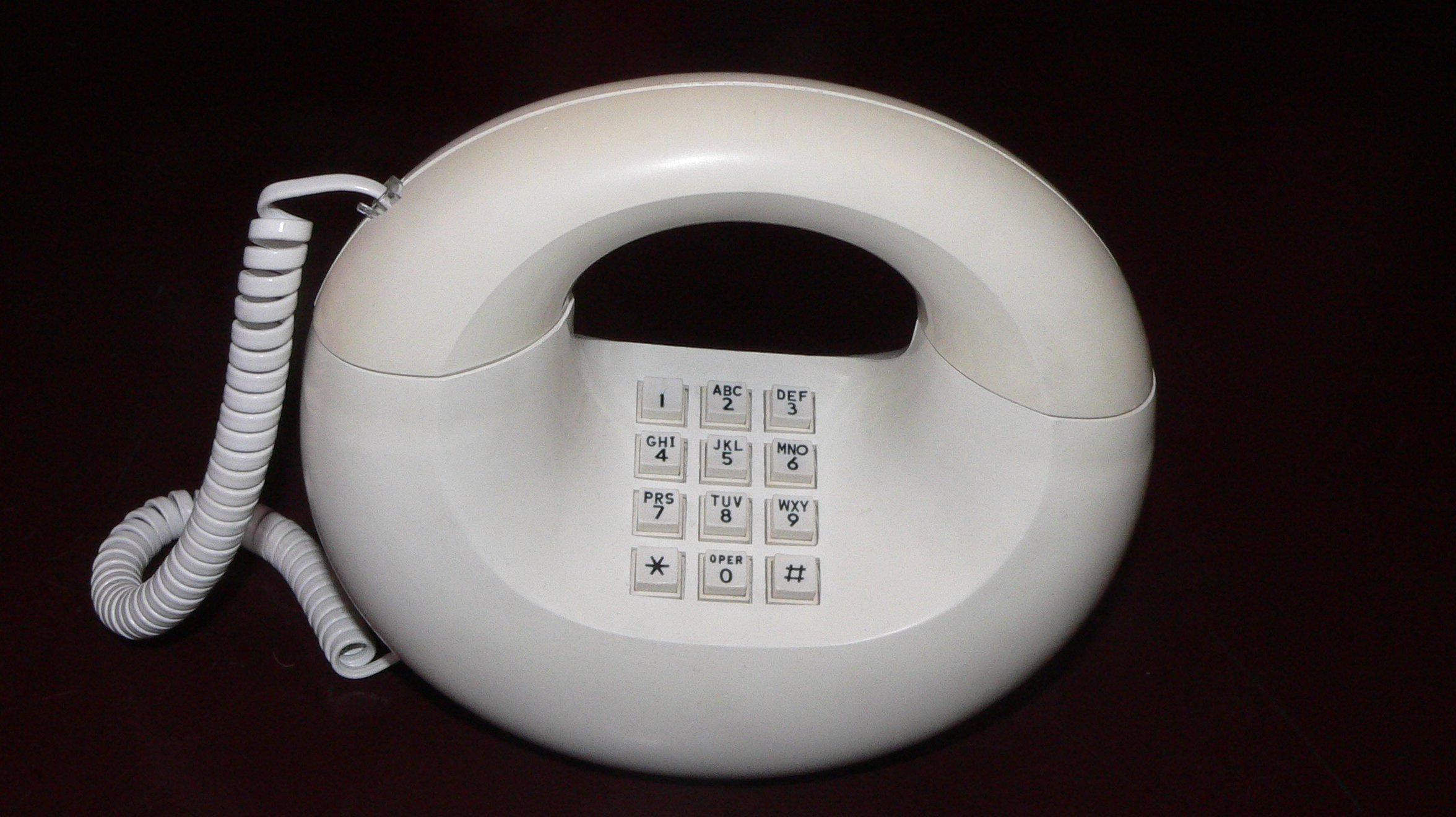
현대적인 전화 키패드에는 "*"와 "#"이 포함되어 있다.

전화번호는 때때로 숫자 이외의 신호 이벤트를 포함하는 수직 서비스 코드와 같은 특수 서비스가 앞에 붙는데, 특히 별표 (*)와 번호 기호 (#)가 있다. 수직 서비스 코드는 통화당 또는 변경될 때까지 스테이션 또는 전화 회선에서 특수 전화 서비스를 활성화하거나 비활성화한다. 번호 기호의 사용은 숫자 시퀀스 또는 기타 절차의 끝을 나타내는 마커 신호로 가장 자주 사용된다. 종료자로서 자동 시간 초과 기간 만료를 기다리는 동안의 작업 지연을 방지한다.

## 대중 문화에서
허구의 전화번호는 시청자의 전화로 인한 방해를 피하기 위해 영화와 텔레비전에서 자주 사용된다. 예를 들어, 미국 555 (KLondike-5) 교환 코드에는 (번호 안내를 위한 555-1212와 같은 제한된 예외를 제외하고) 번호가 할당된 적이 없었다. 따라서 미국 영화와 TV 프로그램에서는 555-xxxx 번호를 사용하여 해당 작품에 사용된 번호로 전화가 걸려오는 것을 방지했다.
영화 《브루스 올마이티》(2003)는 원래 555 접두사가 없는 번호를 사용했다. 영화 개봉 버전에서는 신(모건 프리먼)이 브루스 놀란(짐 캐리)이 신의 도움이 필요할 때 전화할 수 있도록 호출기에 776-2323을 남긴다. DVD 버전에서는 이를 555 번호로 변경했다. 영화를 제작한 유니버설 스튜디오에 따르면, 사용된 번호는 영화의 배경이 되는 버펄로 (뉴욕주)에 존재하지 않는 번호였기 때문에 선택되었다고 한다. 그러나 다른 도시에서는 존재하는 번호였고, 그 결과 해당 번호를 가진 고객들이 신을 찾는 무작위 전화를 받게 되었다. 어떤 이들은 장난에 동조했지만, 다른 이들은 그 전화에 짜증을 냈다.
글렌 밀러 오케스트라의 히트곡 "펜실베이니아 6-5000" (1940)에 나오는 번호는 뉴욕의 호텔 펜실베이니아의 번호이다. 현재는 1-212-736-5000으로 표기된다. 호텔 웹사이트에 따르면, 펜실베이니아 6-5000은 뉴욕에서 가장 오래 계속해서 할당된 전화번호이며, 아마도 전 세계에서 가장 오래 계속해서 할당된 번호일 수 있다.
호주 영화와 텔레비전 프로그램은 가상의 전화번호에 반복되는 형식을 사용하지 않는다. 그러한 매체에서 인용된 모든 번호는 실제 가입자가 사용할 수 있다. 555 코드는 시드니의 발메인 지역과 멜버른 교외에서 사용된다. 많은 지역에서 55에 천 단위 숫자 5(예: 55 5XXX)를 더한 접두사가 유효할 수 있지만, 번호 체계가 변경되어 시드니와 멜버른에서는 555가 9555가 되었고, 시골 지역에서는 55 앞에 새로운 두 자리가 붙었다.
토미 투톤의 1981년 히트곡 "867-5309/제니"는 실제로 그 번호를 할당받은 전화 가입자들에게 대중으로부터 많은 원치 않는 전화를 유발했다.

## 같이 보기
- 국제전화 국가 번호
- 대한민국의 전화번호 체계
- 전화
- 전화번호 할당 계획
- 응급 전화번호